# Sportverein Horn
Lo Sportverein Horn, più comunemente noto come SV Horn, è una società calcistica austriaca, con sede a Horn, città della Bassa Austria.
Ha vinto il campionato di Regionalliga Ost 2011-2012 e, grazie al successo negli spareggi contro il Wattens, ha conquistato la promozione in Erste Liga per la stagione 2012-2013. Nel 2016 è stata ancora promossa in Erste liga, andando a vincere il campionato con 69 punti e possedendo la miglior difesa del torneo.
La sezione femminile ha vinto il campionato di Frauen 2. Liga Ost nella stagione 2005-2006, ottenendo la promozione nel massimo campionato, la ÖFB-Frauenliga. È però subito retrocessa.

## Cronistoria recente
- 1988-1991: 1. NÖN Landesliga
- 1991-1997: Regionalliga Ost
- 1998: 1. NÖN Landesliga
- 1998-2000: Regionalliga Ost
- 2000-2007: 1. NÖN Landesliga
- 2007-2012: Regionalliga Ost
- 2012-: Erste Liga

## Storia
Il club fu fondato il 21 ottobre 1922, nel corso di una riunione al Dirsch (locale che esiste ancora oggi, sotto il nome di Hotel Post) dai soci Lehmann, Kellner, Kellner, Gaischek, Wawronek, Groß, Mader, Lakner, Jarmer, Amon e Schober. Più tardi, il 4 dicembre di quell'anno, furono nominati il primo presidente nella persona di Rudolf Zotter. Il 21 giugno 1923 furono scelti i colori sociali bianco e blu, mutuati dallo stemma cittadino.
Nel 1927 cambiò nome in Rapid Horn. Recuperò la precedente denominazione nel 1947, a seguito della fusione con l'altro club cittadino, l'ASK Horn, fondato a sua volta nel 1924.
Nella stagione 1990-1991 l'Horn si laurea campione della Bassa Austria per la prima volta nella sua storia, accedendo al campionato di Regionalliga. Dopo alterne vicende, nel 2006-2007 ottiene la promozione in Regionalliga Ost. Nella stagione successiva si è aggiudicato la ÖFB-Amateurcup, la competizione che per quella stagione sostituiva la ÖFB-Cup, dalla quale le squadre professionistiche erano state escluse per consentire ai giocatori di arrivare ad Euro 2008 in piena forma. Questa vittoria ha dato alla società la possibilità di sfidare il Rapid Vienna, campione nazionale, in una gara amichevole nell'estate 2008, nella quale venne messa in palio una "Supercoppa" non ufficiale.
Il campionato 2011-2012 vede la formazione bianco-blu aggiudicarsi la Regionalliga Ost, precedendo il Rapid Vienna Amateure di due punti. Nel doppio spareggio contro il Wattens l'Horn, vincitore per 5-1 all'andata in trasferta e per 4-0 al ritorno in casa, ottiene la prima promozione in Erste Liga della sua storia.
L'8 agosto 2015, tramite il sito ufficiale della squadra viene annunciato l'arrivo del nuovo presidente, Keisuke Honda, che acquisisce la carica del club per 3 milioni di euro.

## Stadio
Le prime partite furono disputate sul terreno di Frauenhofnerstraße. Nel 1927 il club si trasferì al campo di Hopfengarten, oggi noto come Union Platz, dove rimase fino al 1949, quando occupò la Jahnwiese.
Nel 1957 venne posata la prima pietra del nuovo stadio presso Hopfgarten; il nuovo impianto venne aperto il 10 ottobre 1958. Lo Sportplatz Horn, impianto oggi capace di 3.600 spettatori, ha subito diverse ristrutturazioni nel corso degli anni. Nel 1972 venne dotato di un impianto d'illuminazione artificiale, ufficialmente inaugurato nel corso di un'amichevole contro il Rapid Vienna.
L'attuale aspetto risale ai lavori effettuati nel 2007, con la costruzione della nuova tribuna, seguita l'anno dopo dall'installazione del settore VIP, dal rifacimento degli spogliatoi e dal nuovo impianto d'illuminazione. Oggi l'impianto è noto come Waldviertler Volksbank Arena per motivi di sponsorizzazione.

## Palmarès

### Competizioni nazionali
- Coppa d'Austria: 1

2007-2008
- Campionato di Regionalliga: 3

2011-2012, 2015-2016, 2017-2018

### Competizioni regionali
- Campionato di 2. Klasse: 1

1934-1935
- Campionato di 1. Klasse: 4

1948-1949, 1955-1956, 1959-1960, 1974-1975
- Campionato di 2. Landesliga: 1

1987-1988
- Coppa della Bassa Austria: 1

1988-1989
- Campionato della Bassa Austria: 3

1990-1991, 1997-1998, 2006-2007

### Altri piazzamenti
- Coppa d'Austria:

Semifinalista: 2013-2014

## Rosa 2020-2021
Aggiornata all'8 ottobre 2020
| N. |                     | Ruolo | Calciatore        |
| -- | ------------------- | ----- | ----------------- |
| 1  | Austria (bandiera)  | P     | Sebastian Gessl   |
| 5  | Ghana (bandiera)    | D     | Clinton Bangura   |
| 6  | Croazia (bandiera)  | D     | Tin Karamatić     |
| 7  | Brasile (bandiera)  | A     | Patrick           |
| 8  | Austria (bandiera)  | C     | Florian Sittsam   |
| 9  | Spagna (bandiera)   | A     | Marco Siverio     |
| 10 | Austria (bandiera)  | A     | Benjamin Redzic   |
| 11 | Germania (bandiera) | C     | Hamed Saleh       |
| 13 | Camerun (bandiera)  | A     | Michael Cheukoua  |
| 16 | Croazia (bandiera)  | C     | Sanin Muminovic   |
| 17 | Austria (bandiera)  | C     | Fabian Vyhnalek   |
| 18 | Austria (bandiera)  | A     | Stephan Schimandl |
| 19 | Croazia (bandiera)  | D     | Antonio Azinović  |

| N. |                                 | Ruolo | Calciatore        |
| -- | ------------------------------- | ----- | ----------------- |
| 20 | Austria (bandiera)              | D     | Amro Lasheen      |
| 21 | Slovenia (bandiera)             | A     | Patrik Eler       |
| 23 | Germania (bandiera)             | C     | Lucas Scholl      |
| 24 | Austria (bandiera)              | P     | Simon Kronsteiner |
| 25 | Austria (bandiera)              | D     | Ivor Horvat       |
| 27 | Austria (bandiera)              | D     | Jürgen Bauer      |
| 30 | Bosnia ed Erzegovina (bandiera) | P     | Luka Bilobrk      |
| 31 | Austria (bandiera)              | A     | Markus Schnopp    |
| 33 | Austria (bandiera)              | C     | Michael Schratt   |
| 34 | Austria (bandiera)              | D     | Philipp Breit     |
| 36 | Austria (bandiera)              | P     | Matteo Hotop      |
| 49 | Austria (bandiera)              | D     | Simon Pirkl       |

## Rosa 2016-2017
| N. |                        | Ruolo | Calciatore           |
| -- | ---------------------- | ----- | -------------------- |
| 1  | Austria (bandiera)     | P     | Armin Gremsl         |
| 3  | Slovacchia (bandiera)  | D     | Milan Bortel         |
| 4  | Giappone (bandiera)    | A     | Shota Sakaki         |
| 5  | Croazia (bandiera)     | C     | Tomislav Jurić       |
| 6  | Austria (bandiera)     | C     | Ahmed-Tobias Andrae  |
| 7  | Austria (bandiera)     | D     | Aleksandar Đorđević  |
| 8  | Togo (bandiera)        | C     | Balakiyem Takougnadi |
| 9  | Paesi Bassi (bandiera) | A     | Kevin Tano           |
| 10 | Austria (bandiera)     | C     | Miroslav Milošević   |
| 11 | Austria (bandiera)     | D     | Ferdinand Weinwurm   |
| 15 | Giappone (bandiera)    | C     | Mizuki Arai          |
| 16 | Giappone (bandiera)    | C     | Kenta Kawanaka       |
| 17 | Capo Verde (bandiera)  | C     | Toni Varela          |

| N. |                     | Ruolo | Calciatore        |
| -- | ------------------- | ----- | ----------------- |
| 18 | Austria (bandiera)  | D     | Albert Vallci     |
| 19 | Austria (bandiera)  | D     | Lukas Denner      |
| 20 | Giappone (bandiera) | C     | Rintaro Yajima    |
| 21 | Austria (bandiera)  | C     | Nils Zatl         |
| 22 | Austria (bandiera)  | D     | Ivan Ljubic       |
| 23 | Austria (bandiera)  | A     | Benjamin Sulimani |
| 24 | Austria (bandiera)  | P     | Philip Petermann  |
| 28 | Austria (bandiera)  | A     | Sally Preininger  |
| 31 | Austria (bandiera)  | C     | Oliver Pranjic    |
| 33 | Giappone (bandiera) | P     | Shūichi Gonda     |
| 34 | Giappone (bandiera) | D     | Nikki Havenaar    |
| 37 | Austria (bandiera)  | A     | Nosa Edokpolor    |

## Rosa 2015-16
Rosa aggiornata al 7 gennaio 2016
| N. |                       | Ruolo | Calciatore          |
| -- | --------------------- | ----- | ------------------- |
| 4  | Giappone (bandiera)   | C     | Shota Sakaki        |
| 5  | Croazia (bandiera)    | C     | Tomislav Jurić      |
| 6  | Austria (bandiera)    | D     | Ahmed-Tobias Andrä  |
| 7  | Austria (bandiera)    | D     | Aleksandar Đorđević |
| 8  | Austria (bandiera)    | D     | Doran Kreso         |
| 9  | Serbia (bandiera)     | A     | Radovan Vujanovic   |
| 10 | Serbia (bandiera)     | C     | Miroslav Milošević  |
| 11 | Austria (bandiera)    | D     | Ferdinand Weinwurm  |
| 12 | Slovacchia (bandiera) | D     | Martin Chren        |
| 13 | Austria (bandiera)    | P     | Stefan Mitmasser    |
| 14 | Austria (bandiera)    | D     | Markus Nowotny      |
| 17 | Austria (bandiera)    | D     | Slobodan Mihajlovic |
| 18 | Austria (bandiera)    | C     | David Oberortner    |

| N. |                       | Ruolo | Calciatore         |
| -- | --------------------- | ----- | ------------------ |
| 20 | Giappone (bandiera)   | C     | Rintaro Yajima     |
| 22 | Austria (bandiera)    | D     | Ivan Ljubic        |
| 23 | Austria (bandiera)    | C     | Daniel Kogler      |
| 24 | Austria (bandiera)    | P     | Philip Petermann   |
| 25 | Austria (bandiera)    | C     | Marcel Toth        |
| 27 | Austria (bandiera)    | D     | Philipp Koblischek |
| 28 | Austria (bandiera)    | A     | Sally Preininger   |
| 29 | Austria (bandiera)    | C     | Matthias Felber    |
| 30 | Slovacchia (bandiera) | P     | Jaroslav Kasprisin |
| -  | Giappone (bandiera)   | P     | Shūichi Gonda      |